# Fremont County, Iowa
Fremont County är ett administrativt område i delstaten Iowa, USA. År 2010 hade countyt 7 441 invånare. Den administrativa huvudorten (county seat) är Sidney.

## Geografi
Enligt United States Census Bureau har countyt en total area på 1 338 km². 1 324 km² av den arean är land och 15 km² är vatten.

### Angränsande countyn
- Mills County - nord
- Page County - öst
- Atchison County, Missouri - syd
- Otoe County, Nebraska - sydväst
- Cass County, Nebraska - nordväst

### Orter
- Farragut
- Hamburg
- Imogene
- Randolph
- Riverton
- Shenandoah (delvis i Page County)
- Sidney (huvudort)
- Tabor (delvis i Mills County)
- Thurman